# Koungou
Koungou é uma comuna francesa no departamento ultramarino de Mayotte. Estende-se por uma área de 28.41 km², e possui 32.156 habitantes, segundo o censo de 2018, com uma densidade de 1.100 hab/km².